# Cantuaria magna
Cantuaria magna là một loài nhện trong họ Idiopidae.
Loài này thuộc chi Cantuaria. Cantuaria magna được Raymond Robert Forster miêu tả năm 1968.